# سيف داود
سيف داود، من مواليد 28 أغسطس 1977 بمدينة بورسعيد، لاعب سابق بنادي المصري، وهو الهداف الأول للنادي على مدار تاريخه في البطولات الأفريقية، بدأ مشواره مع الفريق الأول للنادي المصري في موسم 1995-1996 قادما من ناشئين المريخ البورسعيدي ليبدأ مشوار تألقه وانجازاته مع الفريق والذي استمر حتى تركه في نهاية موسم 2002-2003 للاحتراف في الدوري التركي.

## الألقاب والإنجازات مع نادي المصري
حقق سيف داود طوال مشواره مع نادي المصري بطولة واحدة على الصعيد المحلي هي بطولة كأس مصر عام 1998 وكان اللاعب الأبرز بالفريق خلال هذه البطولة التي احرز خلالها عددا من الأهداف أشهرها هدفه الأول في المباراة النهائية للبطولة أمام المقاولون العرب الذي أحرزه في الثانية 21 من بداية المباراة ليكون أسرع هدف في تاريخ كأس مصر، كما حصل مع المصري على المركز الثالث ببطولة الدوري المصري موسم 1995-1996 وموسم 2000-2001, اما خارجيا فقد وصل مع المصري للدور قبل النهائي لبطولة كأس الكؤوس الأفريقية عام 1999 والمركز الثالث في البطولة العربية للأندية الفائزة بالكؤوس بالكويت عام 1999, كما وصل للدور قبل النهائي لبطولة كأس الكونفدرالية الإفريقية للأندية عام 2002.

## ألقاب شخصية
- صاحب أسرع هدف في تاريخ بطولة كأس مصر في الثانية 21، احرزه في نهائي كأس مصر 98 في مرمى المقاولون العرب.
- هداف النادي المصري أفريقيا.

## وصلات خارجية
- سيف داود على موقع قاعدة بيانات كرة القدم.إي يو (الإنجليزية)
- سيف داود على موقع كووورة

- http://www.footballdatabase.eu/football.joueurs.seif.daoud.111354.en.html